# Francesc Pérez Moragón
Francesc Pérez Moragón (Algemesí, Ribera Alta, 1948) és un historiador de la literatura valencià. És llicenciat en filologia hispànica per la Universitat de València. Implicat en la cultura valenciana, de 1971 a 1974 fou redactor en cap de la Gran Enciclopedia de la Región Valenciana. Després fou secretari de redacció de la revista L'Espill i del 1984 a 1986 fou director del setmanari El Temps. Entre 1987 i 2000 també va col·laborar en Saó. En 1985 va guanyar un dels Premis d'Actuació Cívica de la Fundació Lluís Carulla.
Antic militant del Partit Comunista del País Valencià (PCPV), de 1988 a 1991 fou secretari del grup parlamentari d'Unitat del Poble Valencià (UPV) a les Corts Valencianes. Deixà el càrrec quan fou nomenat director tècnic de Política Lingüística de la Universitat Jaume I, càrrec que va deixar el 1994. De 1994 a 2014 va ser editor i secretari de l'Institut Interuniversitari de Filologia Valenciana de la Universitat de València. El 2017 fou nomenat director d'honor i assessor extraordinari de l'Espai Joan Fuster a Sueca. Fou nomenat comissari de l'Any Fuster el 2022.

## Obres
- Publicacions valencianes (1939-1973). València: Caixa d'Estalvis de València, 1973.
- Premsa clandestina al País Valencià (1962-1977). València: Tres i Quatre, 1980.
- L'Acadèmia de Cultura Valenciana, història d'una aberració. València: Tres i Quatre, 1982.
- Les normes de Castelló. València: Tres i Quatre, 1982.
- Teodor Llorente: Poesia completa. Lluís Guarner-Pérez Moragón (ed.). València: Tres i Quatre, 1983.
- Arquitectura gótica valenciana. Fotos de Francesc Jarque. València: Bancaja, 1991.
- Joan Fuster, el contemporani capital. Alzira: Germania, 1994.
- Vicent Ventura, un home de combat. València: PUV, 1998.
- Contra l'Himno Regional. València: Tres i Quatre, 1998.
- Els arxius de Joan Fuster. F. Pérez Moragón et alii. València: PUV, 2006.
- Patapufs i Filifers. Il·lustracions de Jean Bruller. València: Adonay, 2008.
- Emili Gómez Nadal: diaris i records. Amb Antonio Gómez Andrés. València: PUV, 2008.
- Himnes i paraules. Misèries de la transició valenciana. Catarroja: Afers, 2010.
- Sobre el descrèdit de la modernitat. Amb Román de la Calle. València: PUV, 2010.
- Doro Balaguer: pintura política. Catarroja: Afers, 2011.
- Sobre 'Nosaltres, el valencians'. Ferran Carbó i Pérez Moragón (coord.) València: PUV, 2013.